# (カルボメトキシメチレン)トリフェニルホスホラン
(カルボメトキシメチレン)トリフェニルホスホラン（英語: carbomethoxy methylene triphenyl phosphorane）は、有機合成に使われる化合物である。3つのフェニル基が結合したリン原子に、酢酸メチルがα位で二重結合している。この化合物はウィッティヒ反応を受ける。ビタミンB12全合成に用いられる。

## 合成
(カルボメトキシメチレン)トリフェニルホスホランは、ブロモ酢酸、N,N'-ジシクロヘキシルカルボジイミド、トリフェニルホスフィンを使った多段階反応で合成できる。これでホスホニウム塩ができ、水中で炭酸ナトリウムにより最終生成物に変換される。

## 反応
(カルボメトキシメチレン)トリフェニルホスホランは、アルデヒド類と反応して二炭素原子伸長する。カルボメトキシメチレン基はアルデヒドの酸素と置換し、trans-二重結合を与える。